# Västerbottens län

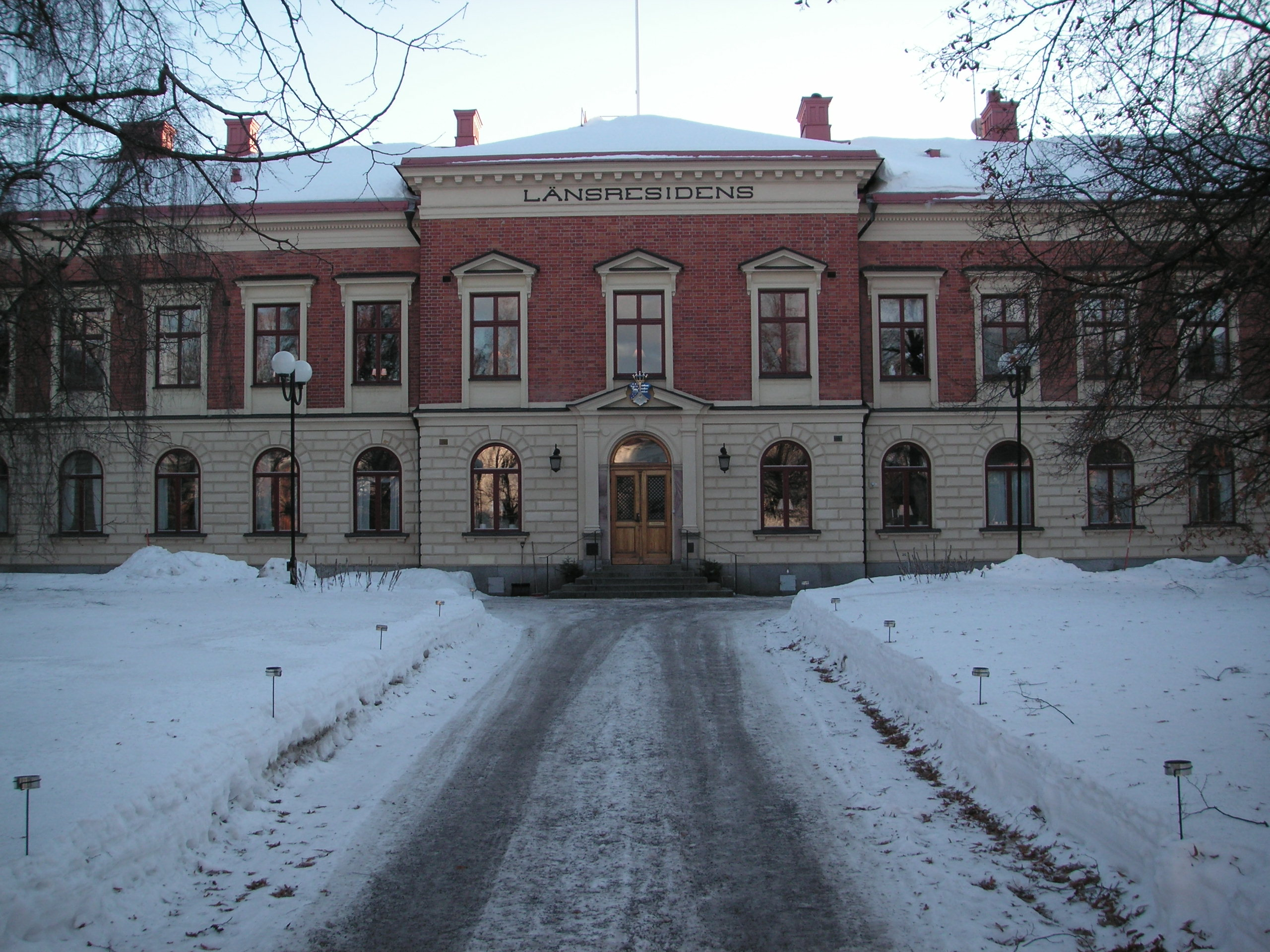
Residentie van Västerbottens län in Umeå

Västerbottens län, Nederlands: provincie Västerbotten, is een län, een provincie in het noorden van Zweden.

## Beschrijving
Västerbottens län grenst aan de provincies Västernorrlands län, Jämtlands län en Norrbottens län in Zweden, aan de provincie Nordland in Noorwegen en aan de Botnische Golf. De hoofdstad van Västerbottens län is Umeå. Het län omvat het historische landschap Västerbotten.
De oppervlakte van de provincie bedraagt 55.401 km², wat 13,5% van de totale oppervlakte van Zweden is. Daarmee is Västerbottens län na Norrbottens län de op een na grootste provincie van Zweden. Västerbottens län had 276.295 inwoners aan het einde van 2022..

## Bestuur
Västerbottens län heeft, zoals alle Zweedse provincies, een meerduidig bestuur. Binnen de provincie vertegenwoordigt de landshövding de landelijke overheid. Deze heeft een eigen ambtelijk apparaat, de länsstyrelse. Daarnaast bestaat de landsting, dat feitelijk een eigen orgaan is naast het län, en dat een democratisch bestuur, de landstingsfullmäktige, heeft dat om de vier jaar wordt gekozen.

### Landshövding
De vertegenwoordiger van de rijksoverheid in Västerbottens län is sinds 1 augustus 2020 Helene Hellmark Knutsson, een politica van de Arbeiderspartij. Zij was van 2014 tot 2019 minister in de Zweedse regering Löfven I.

### Landsting
De Landsting, formeel Västerbottens län landsting, wordt bestuurd door de landstingsfullmäktige die sinds 1985 uit 71 leden bestaat. Door de landstingfullmäktige wordt een dagelijks bestuur, de landstingsstyrelsen, gekozen. Hierin heeft de meerderheid, bestaande uit Vänster, Arbeiderspartij en Groenen, 9 leden en de oppositie 6 leden.
Bij de laatste verkiezingen, in 2018, was de zetelverdeling in de landstingsfullmäktige:
- Vänsterpartiet 10
- Sveriges Socialdemokratiska Arbetareparti 26
- Miljöpartiet de Gröna 2
- Sverigedemokraterna 5
- Centerpartiet 8
- Liberalerna 6
- Kristdemokraterna 4
- Moderata samlingspartiet 10

Het getal achter de partij geeft het aantal zetels.

## Gemeenten
In Västerbottens län liggen de volgende gemeenten:
- Åsele
- Bjurholm
- Dorotea
- Lycksele
- Malå
- Nordmaling
- Norsjö
- Robertsfors
- Skellefteå
- Sorsele
- Storuman
- Umeå
- Vännäs
- Vilhelmina
- Vindeln

Bjurholm ·
Dorotea ·
Lycksele ·
Malå ·
Nordmaling ·
Norsjö ·
Robertsfors ·
Skellefteå ·
Sorsele ·
Storuman ·
Umeå ·
Vilhelmina ·
Vindeln ·
Vännäs ·
Åsele
Blekinge län · Dalarnas län · Gävleborgs län · Gotlands län · Hallands län · Jämtlands län · Jönköpings län · Kalmar län · Kronobergs län · Norrbottens län · Örebro län · Östergötlands län · Skåne län · Södermanlands län · Stockholms län · Uppsala län · Värmlands län · Västerbottens län · Västernorrlands län · Västmanlands län · Västra Götalands län